# Lilie (Heraldik)

Stilisierte Lilie

Die heraldische Lilie ist in der Heraldik eine gemeine Figur, bestehend aus drei sichtbaren Blütenblättern der Schwertlilie (Iris) (oder aber drei stilisierten Blättern), die von einem Band zusammengebunden werden. Das mittlere Blütenblatt ist oben und unten zugespitzt, die äußeren Blütenblätter hängen herab und sind oben nach außen umgebogen. Das Zeichen ist eine stilisierte Schwertlilie (Iris, Fam. Iridaceae), die mit der Lilie (Lilium, Fam. Liliaceae) botanisch nur entfernt verwandt ist.
Das Unicodesymbol der heraldischen Lilie ist U+269C (9884) ⚜.

## Grundformen
Mit dem gewöhnlich dargestellten „Band“ um die Blütenblätter heißt die heraldische Lilie umgürtet; fehlt es, ist sie nicht umgürtet. Weitere Varianten der heraldischen Lilie haben eigenständige Namen erhalten. Fehlt der Lilie das Mittelblatt, wird sie als verstümmelt blasoniert; derselbe Begriff wird verwendet, wenn nur der untere Teil des Mittelblatts fehlt. Häufig wird das Mittelblatt auch durch andere Symbole wie ein Kreuz oder eine gestielte Blume ersetzt und muss beschrieben werden. Fehlen unterhalb des Gürtels die Außenblätter, so handelt es sich um eine arabische Lilie.

Stilisiert
Geschlitzt
Flächig

### Farbsymbolik
Die Lilie ist zumeist golden oder silbern tingiert.
Bis heute gilt die gelbe Sumpf-Schwertlilie (Iris pseudacorus) als ritterlich, während der blau-purpurne Kulturformenkreis der „Ritter-Schwertlilie“ (Deutsche Schwertlilie, Iris × germanica) in Wappen seltener dargestellt ist. Die weiße bis bläuliche „Dalmatinische Iris“ (Bleiche Schwertlilie, Iris pallida), die, ebenso wie die Albinoform der „Florentiner Schwertlilie“ (Iris germanica var. florentina), als Veilcheniris, Veilchenwurz oder Violwurtz zur Herstellung des Veilchenparfüms (antikes Desodorant) genutzt wird, dient als Emblem des Wohlstands und des Reichtums durch Handel. Diese Lilien werden rot dargestellt, selten auch schwarz. Mit „Lilie“ im folgenden Text ist stets die „heraldische Lilie“ gemeint, die botanisch gesehen keine Lilie, sondern eine Iris ist.

## Variationen

### Fleur-de-Lys

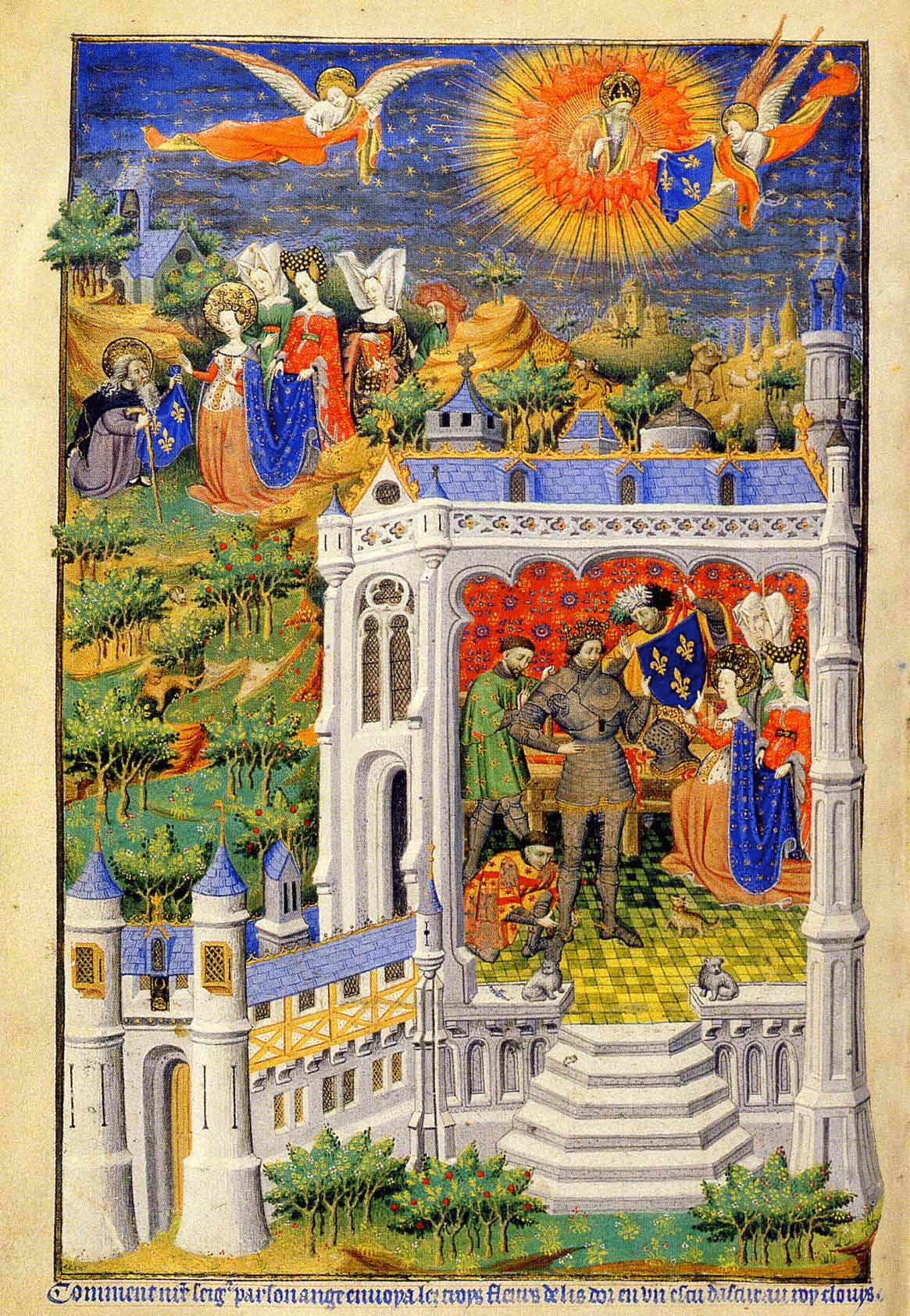
Die heilige Königin Chrodechild empfängt von einem Engel die Fleur-de-Lys und überreicht sie ihrem Mann, König Chlodwig I. (Darstellung aus dem Stundenbuch des Duke of Bedford, um 1423)

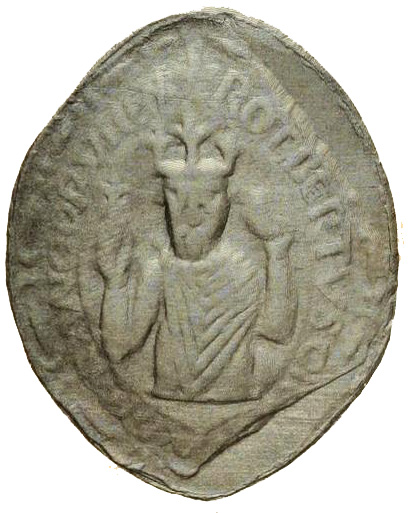
Siegel Roberts des Frommen

In der französischen Heraldik ist die Lilie unter dem Namen Fleur-de-Lys oder Fleur-de-Lis („Lilienblume, Lilienblüte, französische Lilie“) bekannt und steht im speziellen Bezug zu Frankreich als das wohl bekannteste Symbol der französischen Monarchie. 
Der im hohen Mittelalter aufgekommenen Legende nach wurde die Lilie dem Merowingerkönig Chlodwig I. von einem aus dem Himmel herabgestiegenen Engel überreicht. Die Geschichte ist in verschiedenen Variationen überliefert; in der Regel wurde sie mit der Taufe des Frankenherrschers nach der Schlacht von Zülpich (496) in Zusammenhang gebracht. Auch ließ man Königin Chrodechild die Lilien in Empfang nehmen, um sie diese ihrem Ehemann überreichen zu lassen, womit ihr herausragender Einfluss auf die Konversion Chlodwigs zum katholischen Glauben hervorgehoben wird (siehe die Darstellung im Stundenbuch des Bedford-Meisters; zum Motiv vgl. auch die Verkündigung des Herrn). Im Selbstverständnis des kapetingischen Königtums des hohen Mittelalters unterstützte die Lilie als unverkennbares äußerliches Symbol seinen Anspruch, die königliche Autorität unmittelbar von Gott erhalten zu haben, ohne dazu eine Vermittlung seitens des Papstes oder des Kaisers notwendig gehabt zu haben.
In einem Siegel Roberts II. des Frommen (996–1031) wurde erstmals bei einem Kapetingerkönig die Lilie für die Darstellung des Kronornaments genutzt, womit dies überhaupt die früheste bekannte Darstellung eines fränkischen Monarchen mit diesem Symbol ist. Ab König Philipp I. (1052–1108) zierte die Lilie im Siegel das Ende des königlichen Zepters, und ab Philipp II. August (1179–1223) trugen die Könige in ihren Siegeln neben dem Zepter auch eine Lilie in ihrer freien Hand. Für die Krönungsfeier Philipps II. im Jahr 1187 ließ dessen Vater, Ludwig VII., einen blauen Mantel mit eingenähten goldenen Lilien anfertigen. Ihre endgültige Etablierung als königliches Erkennungszeichen erlangte die Blume durch Ludwig VIII. (1223–1226), der schon als Kronprinz die Azure semé-de-lis Or (blauer Schild mit dicht angeordneten Lilien aus Gold) als sein Siegelzeichen und Schildwappen verwendete. Auch dessen Bruder Philipp Hurepel verwendete sie in seinem Wappen, worin ihn sich alle nachfolgenden königlichen Prinzen zum Vorbild nahmen. Um fortan als Angehöriger des „Hauses Frankreich“ ausgewiesen zu werden, wurden die Fleur-de-Lys zum unentbehrlichen Bestandteil im Wappen eines Geblütsprinzen.
Nach dem Biographen Guillaume de Nangis (Vita Sancti Ludovici IX) erhellte die Lilie kraft der drei Werte, die sich in ihren Blättern manifestieren, das französische Königtum. Während das mittlere Blatt den Glauben (foy) symbolisiert, stehen die zwei flankierenden Blätter für Ritterschaft (chevalerie) und Weisheit (sapience).
1376 wurde die Anzahl der Lilien im Wappen von Karl V. in Würdigung der heiligen Dreifaltigkeit auf drei reduziert. Ab dem 14. Jahrhundert wurde die Lilie so eng mit der Herrschaft über Frankreich in Verbindung gebracht, dass der englische König Eduard III. sein Abzeichen 1340 mit der Lilie schmückte, um seinen Anspruch auf die französische Krone zu bekräftigen. Diese Lilie wurde erst 1801 entfernt, als Georg III. den Anspruch auf den französischen Thron aufgab.
Seit dem Mittelalter an war es auch üblich, Personen oder Familien sowie Kommunen, die sich in besonderer Weise für den König verdient gemacht haben, dadurch zu würdigen, dass ihnen das Tragen der Lilien in ihren Wappen gestattet wurde. Den sogenannten guten Gemeinden (bonnes villes), die dem Königtum besonders eng verbunden waren, wurde das Hinzufügen eines Lilienbandes (Chef de France) im Wappen gewährt. Eine prominente Person, deren Familie aufgrund ihrer Taten geadelt wurde, war die Nationalheilige Jeanne d’Arc, der von König Karl VII. ein blaues Wappen mit zwei Lilien verliehen wurde. Zugleich nahm ihre Familie den Namen du Lys („zur Lilie“) an.
|  | Ein Siegel König Philipps III. (1270–1285) |  | Das Wappen Frankreichs seit dem 13. Jahrhundert bis 1376 (France ancienne) |

|  | Das Wappen Frankreichs von 1376 bis 1792 und 1814 bis 1830 (France moderne) |  | Das Wappen der englisch-britischen Monarchen von 1340 bis 1801 (in dieser Form bis 1406) |

|  | Das Wappen von Paris |  | Das Wappen der Jeanne d’Arc und der Familie du Lys |  | Das Wappen von Lille |

Ein prominentes Beispiel in Deutschland ist das Wappen von Wiesbaden. Das Aachener Stiftswappen kombiniert auf einem gespaltenen Schild ein Feld französischer Lilien mit dem Reichsadler des Heiligen Römischen Reichs.
In der Zeit des Französischen Kaiserreichs (1804–1815) und in dessen Neuauflage (1852–1870) wurden die Lilien auf die ursprüngliche Anweisung Napoleon Bonapartes durch Bienen ersetzt. Im Grab des Merowingerherrschers Childerichs I. hatte man goldene Anhänger in Bienenform als Beigaben gefunden.

#### Das Lilienbanner

Die Standarte der königlichen Familie Frankreichs bis 1789 sowie von 1814 bis 1830

Die drei goldenen Lilien auf blauem Grund waren die französische königliche Flagge. Für die weiße Flagge des Hauses Bourbon mit drei heraldisch stilisierten goldenen Lilien hat sich der Name „Lilienbanner“ eingebürgert. Das Lilienbanner mit weißem Hintergrund war die Nationalflagge bis zur französischen Revolution (1789), als sie durch die blau-weiß-rote Trikolore abgelöst wurde. Zu Beginn der Restauration 1814 wurde die Fleur-de-Lys wieder in die Flagge aufgenommen, aber 1830 nach der Julirevolution wieder entfernt. Bis heute ist sie aber ein Bestandteil von Wappen und Flagge der kanadischen Provinz Québec sowie der Flagge Montreals, das in dieser Provinz liegt.
Vor allem in monarchistischen und konservativen Kreisen Frankreichs wird sie auch manchmal als ein nationales Symbol genutzt.

### Fuggerlilie

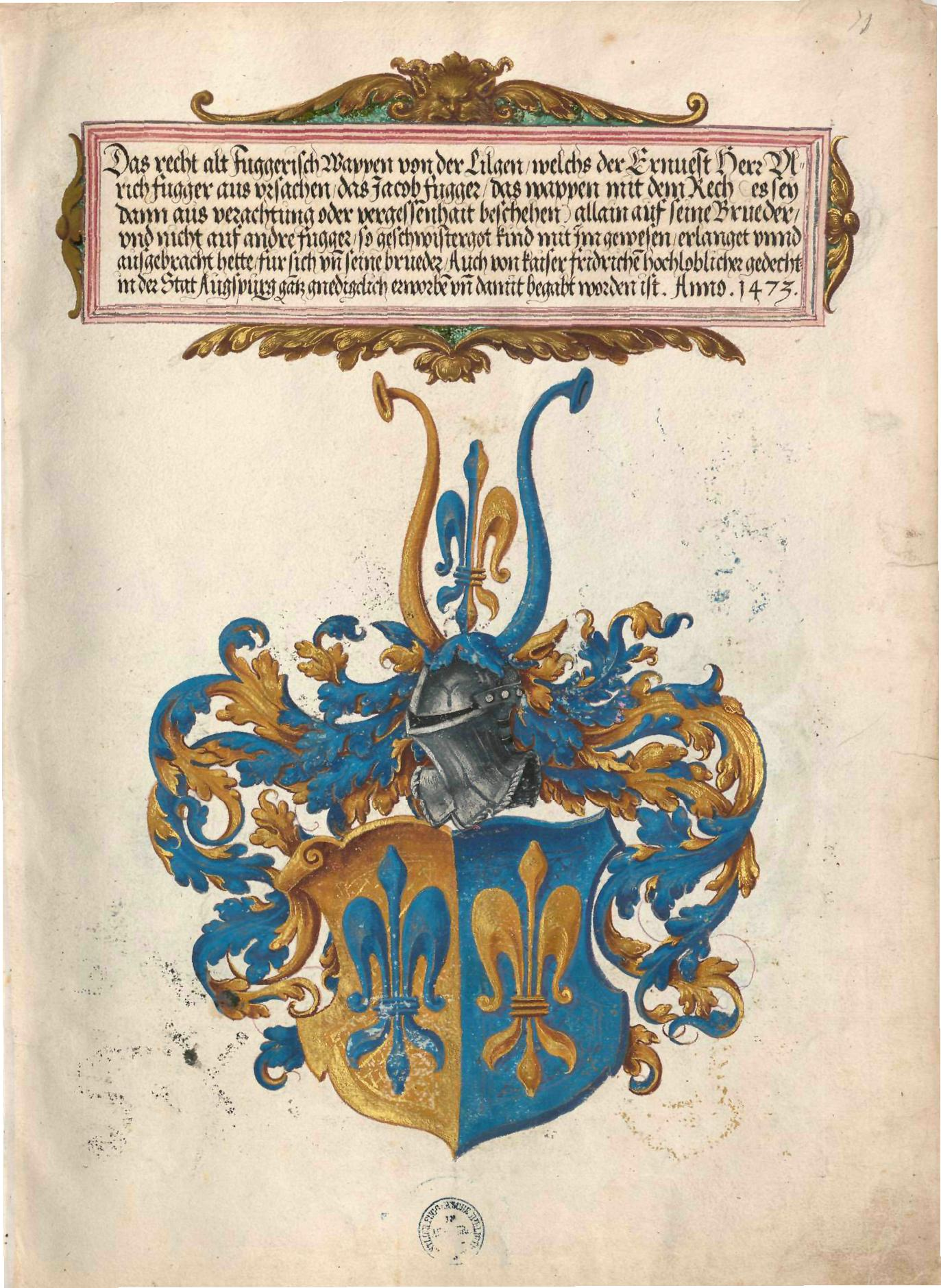
Wappen der Fugger von der Lilie

Dieselbe Lilie, im gespaltenen Schild vorne blau in Gold, hinten verwechselt, führen auch die Fugger, die in der Linie der Fugger von der Lilie eines der wichtigsten Handelshäuser der frühen Neuzeit führten. Durch sie ist die Fleur-de-Lys auch im Raum Augsburg verbreitet.

### Florentinische Lilie
Die Bezeichnung Florentiner Lilie ist gebräuchlich für eine aus Florenz bekannt gewordene Variante. Sie unterscheidet sich durch die zwei Staubfäden (Blütenstände) und zeigt gebartete oder gekrauste Blütenblattspitzen. Sie ist im Raum um Florenz ab dem 14. Jahrhundert nachweisbar.
Die Lilie mit den Staubfäden wird auch ornamentierte Lilie genannt. Viele Formen haben sich etabliert: ornamentiert mit Blumen, Weintrauben, Lilien oder gestielten heraldischen Rosen.
Lilien erschienen auch auf Münzprägungen, so auf einer Goldmünze in Florenz als so genannter Liliengulden und in Straßburg als Lilienpfennig, hier aber ohne Staubfäden.
|  | Florentiner Lilie (Lilie mit Staubfäden) |  | Wappen von Turku, Finnland |

### Gleve
Wird der Teil einer Lilie unterhalb des Gürtels durch andere Formen ersetzt, handelt es sich um eine Gleve. Ist die angesetzte Form ein Stab, entsteht ein Lilienstab, Lilienszepter oder Lilienstängel bzw. Glevenstab usw. Die Gleve war eine Stangenwaffe und der Hellebarde ähnlich.
|  | Wappen des Kronlands Triest, 1850–1918: Im unteren Feld eine Gleve (Lanze des heiligen Sergius, hier in lilienähnlicher Darstellung, Ströhl 1890) auf dem Bindenschild; vor 1850 fand sich dort ein schwarzer Anker. |  | Wappen der Comune di Triest (heutige Form), blasoniert als: “Di rosso all'alabarda (o lancia) di San Sergio, d’argento.” |

#### Glevenkranz, Glevenrad (Lilienhaspel)

Gievenrad bezieht sich auf Greiffenclau
Wappen von Schiffweiler

Fünfstrahliges goldenes Glevenrad
Wappen von Re (Norwegen)

Außerdem können mehrere Lilien zu einem Kreis angeordnet werden, wobei je nach Ausführung des Mittelblattes z. B. ein Glevenkranz oder Glevenrad (mit Nabe) entstehen.
Die Lilienhaspel war ursprünglich eine Schildversteifung und zugleich Schildzier gewesen. Sie war in der Form eines Ringes mit acht Lilienstäben auf dem Schild als Schildbuckel aufgenietet und strahlenartig als Befestigung zum Schildrand geführt. Die ornamentierten Stäbe wurden Buckelreis genannt.
Die französische Bezeichnung escarboucle beschreibt die geschmückte Form des Glevenrades. Hier war mittig ein Karfunkelstein als Schmuck eingesetzt. Dieses Bild ging dann in das Wappen über und wird dann „Rad“ bzw. „Haspel“ genannt. Es lässt sich um 1300 im Klever Wappen nachweisen. Geführt wurde es von Dietrich VII. (mit aufgelegtem Schildchen) und seinem Bruder Dietrich, genannt Louf (mit Turnierkragen). Vorher und danach war der Löwe im Wappen. Viele Klever Siegel zeigen die Lilienhaspel mit mittig gelegtem Schildchen – so jenes von Herzog Wilhelm V. aus dem Jahr 1572. Selbst im kurbrandenburgischen Wappen war das Klever Wappen mit einem Smaragd in der Mitte eingefügt.

### Weitere Abwandlungen

Doppelte Lilie in einem polnischen Wappen

Die Lilie bestimmt auch die Namen vieler anderer Heroldsbilder oder gemeinen Figuren:
- Lilienkreuz (Lilienendenkreuz, Glevenkreuz), auch als Steckkreuz als Jakobskreuz
- Kreuzlilie (mit einem durch ein Kreuz ersetztes Mittelblatt), auch Kreuzblume, sowie mit Ersatz durch Pfeil oder andere Symbole
- Die Guelfenlilie war im Hoch- und Spätmittelalter in den oberitalienischen Kämpfen zwischen Ghibellinen und Guelfen das Symbol der papsttreuen Guelfenpartei. Es leitete sich vom Lilienwappen des Kapetingers Karl von Anjou ab, der mit päpstlicher Unterstützung die Kaiserpartei der Staufer bekämpfte.[7] Deren ghibellinische Anhänger verwendeten hingegen den Reichsadler als Symbol. Die Lilie ist daher in zahlreichen Wappen einst guelfisch gesinnter italienischer Adelsgeschlechter oder auch Kommunen (etwa von Bologna) zu finden.
- Die Rautenlilie ist eine Abwandlung der Lilie als Zeichen der Pfadfinder
- Lilienkrone
- Lilienmäander
- Lilienschnitt
- Lilienzepter
- Lilienhermelin als Pelzwerk
- In der schottischen Heraldik ist ein Lilienbord verbreitet, oft rot tingiert wie im Wappen Schottlands.
- Bei einer doppelten Lilie ist der obere gleich dem unteren Teil gestaltet[5]
- Auch gibt es die unterhalbe Lilie, eine halb dargestellte Lilie
- Bei der Rochlilie ist der untere Teil als Turm ausgebildet (Roch „Schachturm“)
- Eine Lilie der Gattung Lilium, also keine heraldische Lilie, kam um 1705 in das Wappen von Bad Düben; der Heraldiker bezeichnet sie mit Gartenlilie.

### Beispiele für die Variationen (Galerie)

Pelzwerk, Schildteilung und Schnitt
Lilienhermelin Wappen der Kapetinger, Königreich Frankreich bis 1376
Lilienhermelin im rechten oberen und linken unteren Geviert Wappen König Eduards III. von England
Lilienbesetztes Band auf Hermelin Wappen von Acigné
achtstrahliger Lilienzepterstern Wappen von Brunegg AG
Darmstadt
SV Darmstadt 98
Stadt Ellwangen (Jagst)
Lilienschnitt: Wappen von Göttingen (Alb-Donau-Kreis)
Karlstadt
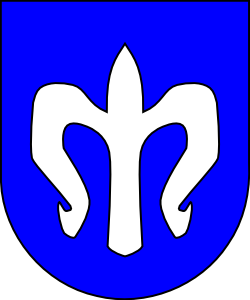
Stilisierte Lilie als Initialwappen (Myhl)
Wappen von Nysa
Sulzbach-Rosenberg
New Orleans Saints
Bogenschnitt und Verwechselte Farben: Saint-Flour (Cantal)
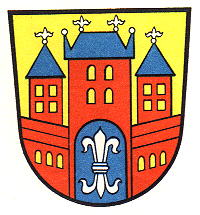
bis 1977 gebräuchliches Wappen der Hansestadt Warburg mit Lilie im Stadttor
Hansestadt Warburg (Nordrhein-Westfalen)
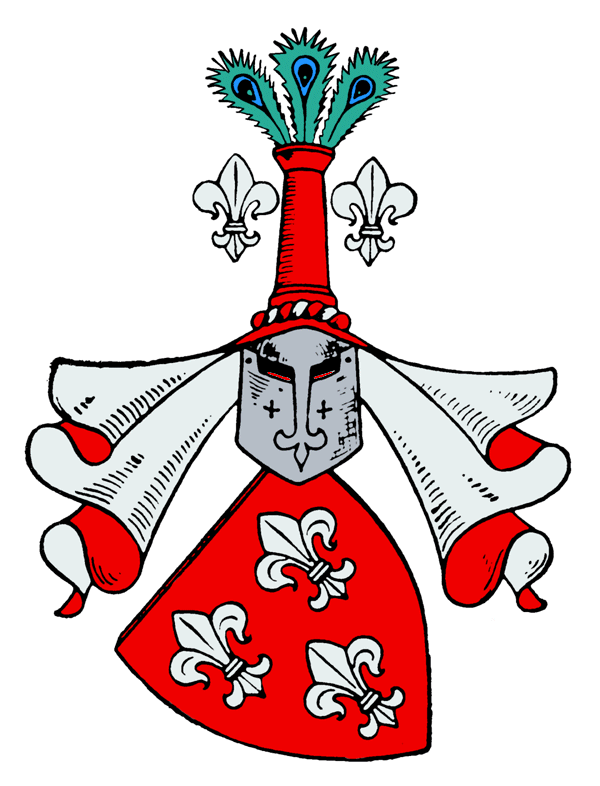
Wappen derer von Cramm
Wappen von Egerkingen (Kanton Solothurn)

Formen der Lilie
Blaue Lilie, am Bund rechts mit grüner Buchel, links mit grüner Eichel besteckt Wappen von Alfdorf
Lilie und Sittich: Wappen von Elmpt
Lilie in verwechselten Farben Wappen von Ferpicloz FR
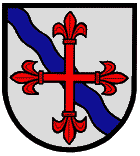
Glevenkreuz oder Lilienendenkreuz Verbandsgemeinde Irrel
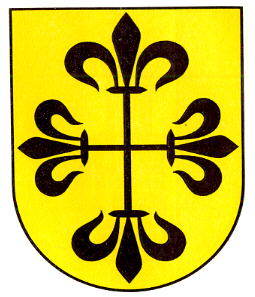
ebenso in Heiligkreuz TG
Kreuzblume als Lilie Wappen von Klausen (Eifel)
Glevenrad Wappen von Kottenheim
Lilien im Dreipass Wappen von Massing
geviert Wappen von Plößberg
Zwei gekreuzte Gleven (Lilienstäbe) Wappen von Remchingen
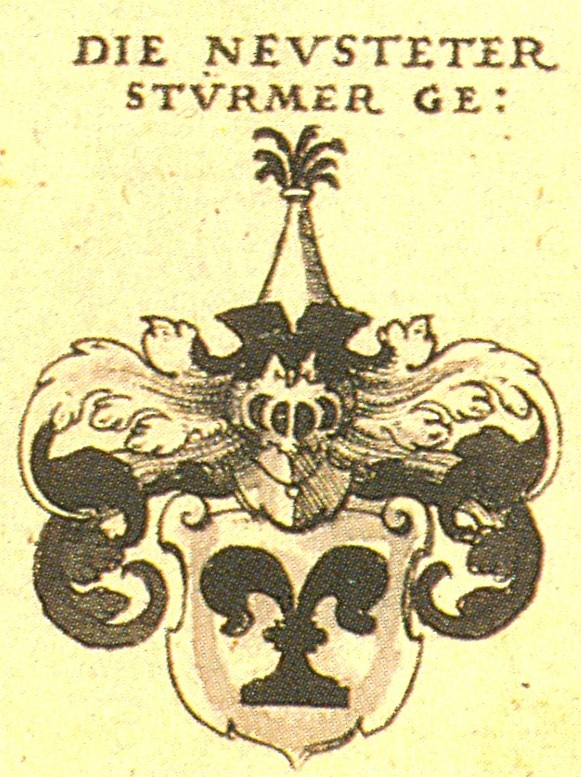
Rochlilie